# Alice Hathaway Lee Roosevelt
Alice Hathaway Roosevelt (Chestnut Hill, 29 de julho de 1861 - Nova York, 14 de fevereiro de 1884) foi uma socialite americana e a primeira esposa do presidente Theodore Roosevelt. Dois dias depois de dar à luz seu único filho, ela morreu de doença de Bright não diagnosticada.

## Infância
Alice Hathaway Lee nasceu em 29 de julho de 1861 em Chestnut Hill, Massachusetts, filho do banqueiro George Cabot Lee e Caroline Watts Haskell. Sua família e amigos a chamavam de "Sunshine" por causa de sua disposição alegre.

## Namoro e casamento
Lee conheceu Theodore "TR" Roosevelt, Jr. em 18 de outubro de 1878, na casa de seus parentes e vizinhos, os Saltonstalls. Na Universidade de Harvard, Roosevelt foi colega de classe de seu primo, Richard Middlecott "Dick" Saltonstall. Escrevendo mais tarde sobre o primeiro encontro deles, Roosevelt disse: "Enquanto eu viver, nunca esquecerei como ela parecia terna e como me cumprimentou com delicadeza".
Lee recebeu uma proposta de casamento de Roosevelt em junho de 1879, mas esperou oito meses antes de aceitar. Seu noivado foi anunciado em 14 de fevereiro de 1880.

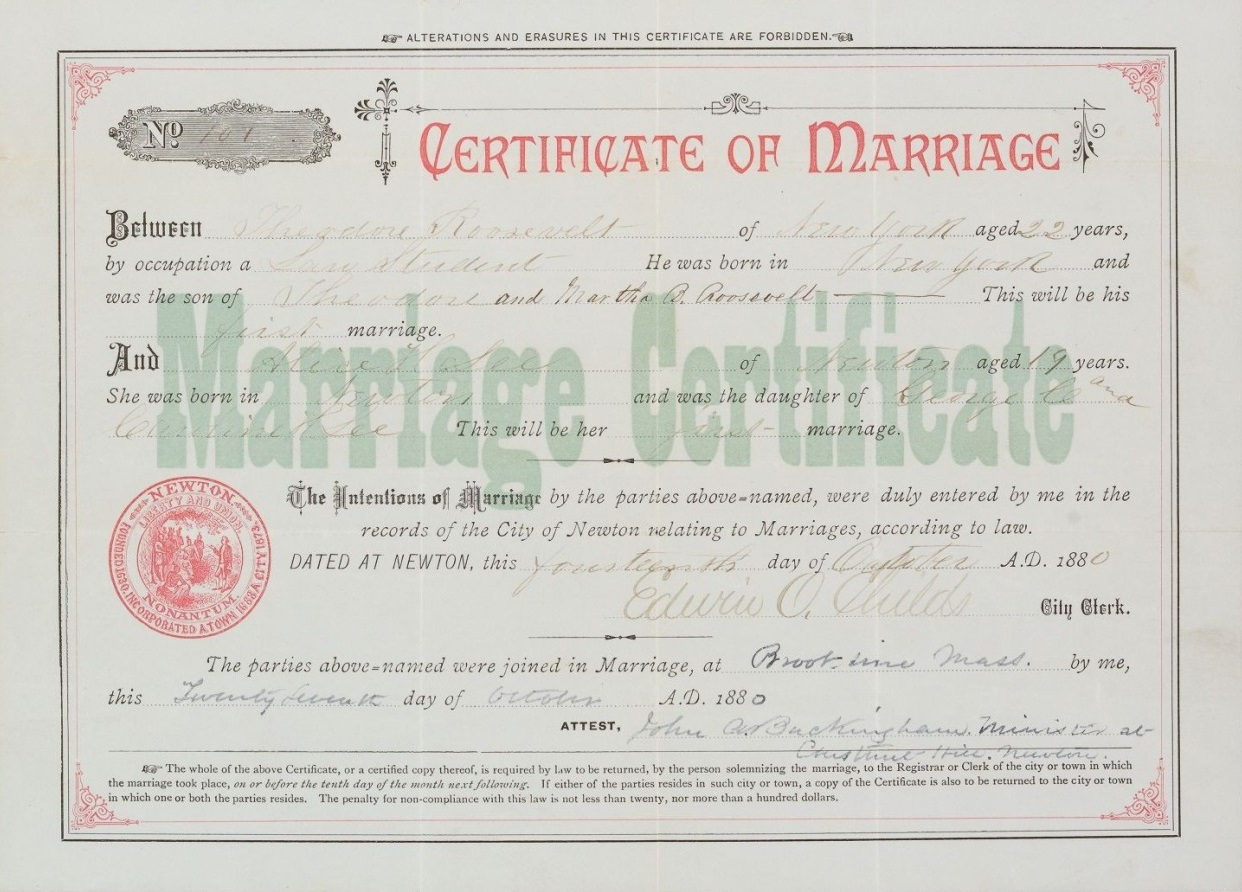
Certidão de casamento dos Roosevelts, 1880

Aos 19 anos, Lee casou-se com Roosevelt em 27 de outubro de 1880 na Igreja Unitarista em Brookline, Massachusetts. Depois de passar as duas primeiras semanas de seu casamento no aluguel de verão da família Roosevelt em Oyster Bay conhecido como "Tranquility", o casal foi morar com a mãe viúva de Theodore, Martha Stewart "Mittie" Bulloch.

Junto com seu novo marido, ela participou do mundo social da elite de Nova York e viajou pela Europa por cinco meses em 1881. Em outubro de 1882, Roosevelt mudou-se para a pensão de seu marido em Albany e aprendeu sobre a política do estado de Nova York. Quando ela engravidou no verão de 1883, os Roosevelt planejaram formar uma grande família e compraram um terreno perto de Tranquility para uma grande casa. Ela voltou a morar com a sogra na cidade de Nova York mais tarde naquele outono.

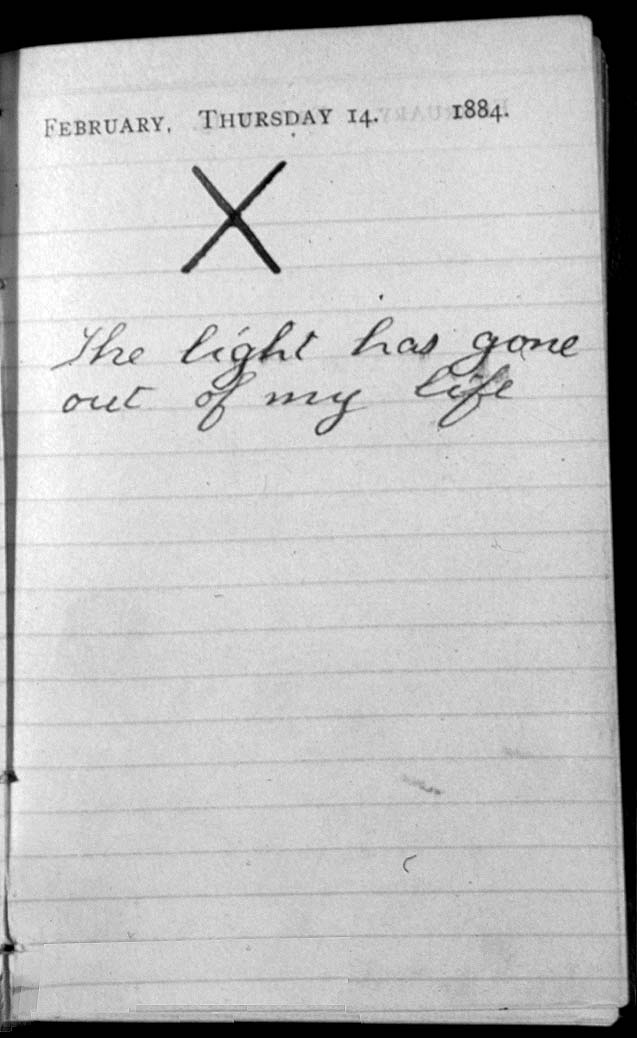
A anotação do diário de Roosevelt "A luz se apagou da minha vida"

Roosevelt deu à luz a filha do casal às 20h30 de 12 de fevereiro de 1884; a criança chamava-se Alice Lee Roosevelt. Seu marido, então membro da Assembleia do Estado de Nova York, estava em Albany atendendo a negócios no plenário da Assembleia. Depois que o deputado Roosevelt recebeu um telegrama na manhã do dia 13 notificando-o do nascimento, ele decidiu partir naquela tarde e ficar com sua esposa. Outro telegrama foi enviado e recebido a respeito de sua saúde, e ela estava quase em estado de coma quando ele chegou em casa, por volta da meia-noite. Alice adoeceu por várias horas enquanto o marido a segurava; morrendo na tarde de 14 de fevereiro de 1884, de insuficiência renal não diagnosticada. Determinou-se que sua gravidez havia mascarado a doença. Alice Roosevelt tinha 22 anos quando morreu. 
Imediatamente após a morte de Alice, seu marido viúvo passou os cuidados de sua filha recém-nascida, Alice Lee Roosevelt, para sua tia Anna "Bamie" Roosevelt, a irmã mais velha de Theodore Roosevelt, porque já estava claro para Roosevelt que sua irmã permaneceria solteiro. Conforme ela crescia, Alice Lee aprendeu sobre sua mãe principalmente com Bamie Roosevelt e seus avós Lee. Roosevelt nunca falou com sua filha sobre sua mãe. Ele rasgou páginas deste diário sobre sua esposa e queimou quase todas as cartas que haviam escrito um para o outro ao longo dos anos. Theodore Roosevelt e sua segunda esposa, Edith Kermit Carow, ficaram com a custódia de sua filha quando ela tinha três anos.  

### Enterro
Roosevelt foi enterrado no cemitério Green-Wood em Brooklyn, Nova York, ao lado de sua sogra Mittie, que morrera poucas horas antes dela.